# بوتش بيكر
بوتش بيكر (بالإنجليزية: Butch Baker)‏ هو مغني ومغن مؤلف أمريكي، ولد في 22 أكتوبر 1958 في سويتواتر في الولايات المتحدة.